# Sergio Onofre Jarpa
Sergio Onofre Jarpa Reyes (Rengo, 8 marzo 1921 – Santiago del Cile, 19 aprile 2020) è stato un politico e diplomatico cileno.

## Biografia
Fu tra i promotori, nel 1966, della fondazione del Partito Nazionale, nato dall'unificazione di liberali e conservatori, in seguito al cattivo risultato ottenuto dalla destra alle elezioni parlamentari del 1965.
Irriducibile oppositore di Salvador Allende, dopo il colpo di stato che portò alla morte di quest'ultimo divenne ambasciatore del Cile prima in Colombia (1976-1978) e poi in Argentina (1978-1983).
Dal 10 agosto 1983 al 12 febbraio 1985 fu ministro dell'interno. In questa veste gestì i rapporti tra la dittatura e i partiti politici dopo il loro ritorno alla legalità. Non essendo riuscito a mitigare l'opposizione nel centro-sinistra fu rimosso dalla carica.
Jarpa è morto a 99 anni il 19 aprile del 2020, vittima delle complicazioni da Covid-19.